# Starez

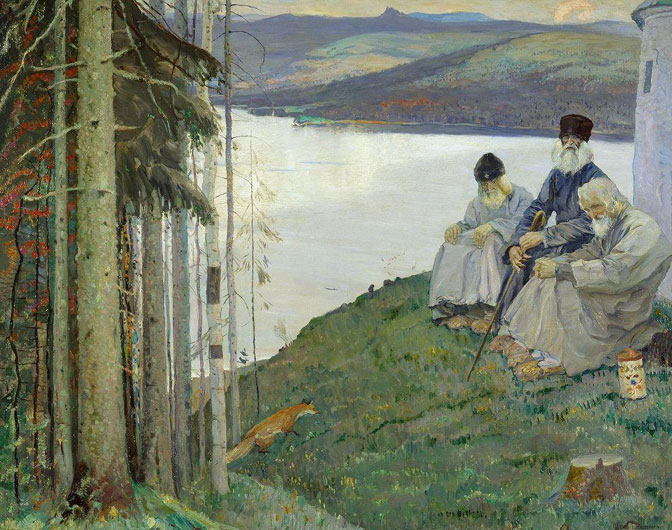
Michail Wassiljewitsch Nesterow. Die drei Starzen. 1915.

Ein Starez (russisch старец ‚der Alte‘, vgl. Ältester bzw. Presbyter, auch Starze, Plural Starzen) ist ein angesehener und verehrter Ältester in einem Kloster der Orthodoxen Kirchen, wo er als Berater und Lehrer fungiert. Wörtlich übersetzt bedeutet Starez ‚ehrwürdiger Greis‘.

## Funktion
Der Titel Starez bezeichnet kein kirchliches Amt wie Diakon, Priester oder Abt (Igumen, Archimandrit), sondern bezeichnet die Funktion als geistliche Lehrer und spirituelle Begleiter von Novizen und Laien. Innerhalb des Klosters obliegt ihm keine administrative Funktion.

## Werdegang
Typischerweise hat ein Starez die Stufen des ostkirchlichen Mönchtums durchlaufen, indem er meist über mehrere Jahre in der Einsamkeit einer Einsiedelei oder Klause verweilte, um ein besonderes Verhältnis zu Gott zu entwickeln. Er lebte dabei im Gebet der Gegenwart Gottes, Einfachheit des Denkens, in unablässiger asketischer Übung sowie daraus resultierender mystischer Erfahrung. Unter der Leitung eines Meisters hat er Erfahrung im geistlichen Kampf erworben. Er praktiziert das unablässige Jesusgebet, und in der Herzenserkenntnis führt er ein Leben in Christus. Auf seinem geistlichen Weg ist ihm das Studieren der Philokalie eine große Hilfe.

## Bekannte Starzen
Zentrum des Starzentums (russisch старчество) ist traditionell die Mönchskolonie auf dem Berg Athos. Dort lebte auch der bekannte Starez Siluan (1866–24. September 1938) aus Zentralrussland. Er trat 1892 in die Mönchskolonie auf dem Berg Athos ein. Zunächst widmete sich Siluan handwerklichen Aufgaben im Kloster, später zog er sich in eine Einsiedelei zurück. Er wurde zu einem der bekanntesten geistlichen Väter der Ostkirche.
Ebenfalls russischer Herkunft und sehr bekannt war Starez Leonid, mit bürgerlichem Namen Lew Nagolkin. Er trat 1796 in eine Einsiedelei in Orjol ein und lebte dort als Einsiedler. Er wurde ein gefragter spiritueller Lehrer und sammelte Schüler um sich. Durch ihn wurde das Starzentum weithin bekannt.
Der russische Mönch Seraphim von Sarow gilt als der bedeutendste russische Starez des 19. Jahrhunderts.

## Als Wurzel von Familiennamen
Bereits im 15. – 16. Jahrhundert wurden in Russland die Familiennamen festgelegt und von Generation zu Generation weitergegeben, was die Zugehörigkeit einer Person zu einer bestimmten Familie bezeichnet. Dies waren Possessiv-Adjektive mit den Suffixen -ov / -ev, -in, die ursprünglich den Namen des Familienoberhauptes anzeigten. So erhielt der Nachkomme eines Mannes, der als Starez bezeichnet wurde, schließlich den Namen Starzew (russisch Старцев).

## Belletristik
Eine wichtige Rolle spielen die Starzen in Fjodor Dostojewskis Die Brüder Karamasow.